# Perregrinus deformis
Genre
Synonymes
- Peregrinus Tanasevitch, 1982 nec Kirkaldy, 1904

Espèce
Synonymes
- Peregrinus deformis Tanasevitch, 1982

Perregrinus deformis, unique représentant du genre Perregrinus, est une espèce d'araignées aranéomorphes de la famille des Linyphiidae.

## Distribution
Cette espèce se rencontre en Russie, en Mongolie, en Chine et au Canada.

## Description
Le mâle holotype mesure 1,75 mm et la femelle paratype 1,80 mm

## Publications originales
- Tanasevitch, 1982 : New genus and species of spiders of the family Linyphiidae (Aranei) from the Bolshezemelskaya tundra. Zoologičeskij Žurnal, vol. 61, p. 1501-1508.
- Tanasevitch, 1992 : New genera and species of the tribe Lepthyphantini (Aranei Linyphiidae Micronetinae) from Asia (with some nomenclatorial notes on linyphiids). Arthropoda Selecta, vol. 1, no 1, p. 39-50 (texte intégral).